# 13094 Shinshuueda
13094 Shinshuueda este un asteroid din centura principală de asteroizi.

## Descriere
13094 Shinshuueda este un asteroid din centura principală de asteroizi. A fost descoperit pe 19 octombrie 1992 la Kitami de Kin Endate și Kazuro Watanabe. Asteroidul prezintă o orbită caracterizată de o semiaxă mare de 2,30 ua, o excentricitate de 0,16 și o înclinație de 3,9° în raport cu ecliptica.